# Populares Liberales
Populares Liberales (Popolari Liberali) fue un partido político italiano democristiano, actualmente integrado en el Pueblo de la Libertad (PdL).

## Historia
El partido surgió como una corriente dentro de la Unión de los Demócratas Cristianos y de Centro (UDC) en febrero de 2007, tomando su nombre definitivo en octubre de ese año. El grupo, dirigido por Carlo Giovanardi y Emerenzio Barbieri, buscaba estrechar lazos con Silvio Berlusconi y su Forza Italia y los otros partidos de la Casa de las Libertades, incluyendo la Liga Norte. En el III congreso nacional de UDC la candidatura de Giovanardi por el liderazgo fue apoyada por el 13,8% de los delegados. Durante una confencia en Verona titulada "Popolari Liberali dell'UDC nel centrodestra" , en octubre de 2007 Carlo Giovanardi llamó a Populares Liberales a abandonar UDC si ésta salía de la Casa de las Libertades.
Cuando, el 18 de noviembre de 2007, Berlusconi propuso el nacimiento del Pueblo de la Libertad (PdL) como partido, Giovanardi dio a entender que podría dejar UDC y unirse al nuevo partido. Esto finalmente ocurrió el 4 de febrero de 2008, alegando que el 72% de los votantes de UDC estarían interesados en votar al PdL. Poco después de su decisión y la de UDC que presentarse en solitario en las elecciones, muchos destacados miembros de UDC, como Vito Bonsignore, Tomaso Zanoletti, Luigi Compagna, Giuseppe Galati, Francesco Lucchese, Alfredo Meocci o Francesco Massi, abandonaron UDC para unirse a Giovanardi, junto con Riccardo Conti (anteriormente miembro de Italia del Medio).
El 3 de abril de 2008, durante una reunión en Milán, se anunciaba una alianza con Democracia Cristiana por las Autonomías de Gianfranco Rotondi.
En las elecciones generales de 2008 el partido obtuvo dos diputados y dos senadores. Carlo Giovanardi se unió al Gabinete de Berlusconi como subsecretario de la Oficina del primer ministro. En 2009 el partido se fusionó con el PdL y se convirtió en una corriente interna.
- Datos: Q2294682